# Xavier Privas

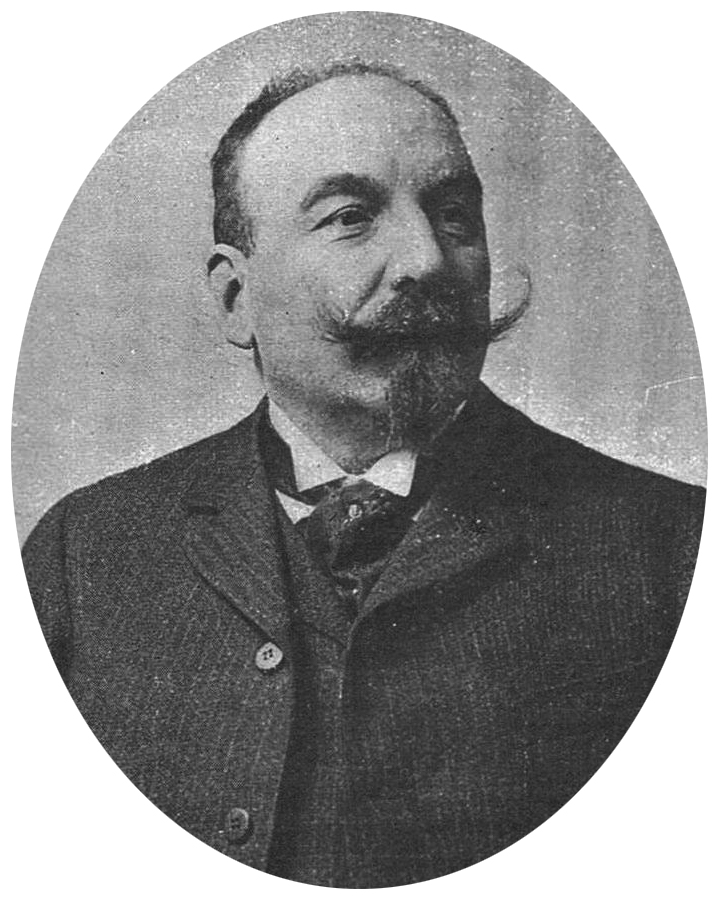
Xavier Privas en 1904

Antoine Taravel, dit Xavier Privas, né à Lyon le 27 septembre 1863 et mort à Paris 16e le 6 février 1927, est un chansonnier, poète, goguettier et compositeur français.

## Biographie

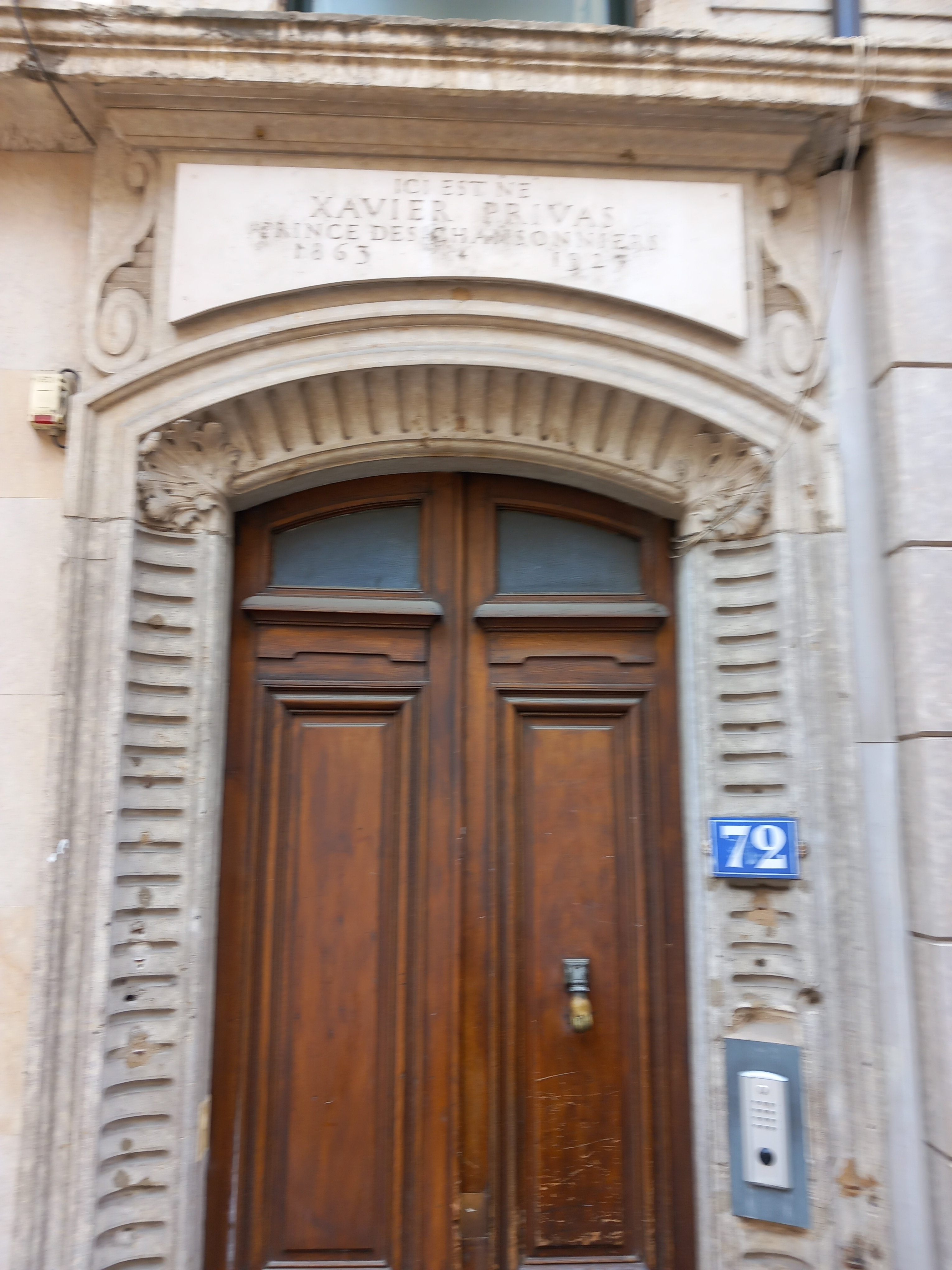
Plaque commémorative sur la maison natale de Privas

Il fait ses débuts à Lyon dans la goguette du Caveau Lyonnais en 1888 où il obtient un grand succès.
Il est sacré « prince des chansonniers » en 1899.
Chansonnier au Chat Noir, il encourage Théodore Botrel à chanter en 1895 et devient son ami. Il figure dans presque tous les exemplaires de La Bonne Chanson soit comme auteur soit comme membre des jurys décernant de nombreux prix aux lecteurs.
Il est membre de la goguette parisienne du Cornet.
Le 14 novembre 1925 il se produit à La grande fête inaugurale de la Chanson des Insurgés, à la Salle de l'Utilité publique, boulevard Auguste-Blanqui à Paris, en compagnie de Pierre Dac. Cette fête est organisée par le journal L'Insurgé de l'anarchiste André Colomer.
Durant les dernières années de sa vie, il habite au 39 rue Jean-de-La-Fontaine (16e arrondissement de Paris).
Il existe depuis 1929 une rue Xavier-Privas dans le 5e arrondissement de Paris ainsi que dans le 8e arrondissement de Lyon, mais aussi à Clermont-Ferrand dans le quartier de Montferrand depuis le 9 novembre 1927.

## Distinctions
- Chevalier de la Légion d'Honneur au titre du Ministère de l'Instruction publique et des Beaux-Arts (décret du 28 juillet 1906). Parrain : le peintre Charles Léandre
- Officier de la Légion d'Honneur au titre du Ministère de l'Instruction publique (décret du 22 août 1926). Parrain : le journaliste et romancier Paul Brulat (1866-1940).
- Chevalier du Mérite Agricole au titre du Ministère de l'Agriculture (décret du 29 mai 1912).

## Recueils de chansons

Affiche de Georges de Feure

- Chansons chimériques[7], Paris, P. Ollendorff, 1897 Texte en ligne sur Gallica
- Sommeil blanc, pantomime en 1 acte, argument de Xavier Privas, musique de Louis Huvey, Paris, Imprimerie E. Marcilly, 1899
- Chansons vécues, Paris, P. Ollendorff, 1903 Texte en ligne sur Gallica
- L'Amour chante, Paris, P. Ollendorff, 1904
- Chansons des enfants du peuple, poésies et musique de Xavier Privas, Paris, J. Rueff, 1905
- La Chanson sentimentale, Paris, Librairie L. Vanier, 1906 Texte en ligne sur Gallica
- La Chanson des heures, poésie et musique, Paris, La Librairie mondiale, 1907 Texte en ligne sur Gallica
- Petites Vacances chansons berceuses rondes et jeux avec Francine Lorée-Privas, vignettes et dessins de Paul Guignebault, Paris, Dorbon aîné, [1910].
- Chansons enfantines, 15 chansons et rondes, avec jeux sur les rondes, avec Francine Lorée-Privas, Paris, Dorbon aîné, 1913
- La Douce chanson, 50 chansons, poésie et musique, avec Francine Lorée-Privas, Paris, Dorbon aîné, 1913
- Chansons françaises, poésie et musique, avec Francine Lorée-Privas, Paris, E. Figuière, 1919
- Au pays des fées, avec Francine Lorée-Privas, Paris, Delagrave, 5 fasc., 1922

- Trente ans de chansons, Paris, E. Figuière, 2 vol., 1927-1932
- La Chanson de Lyon, Lyon, P. Masson, 1928

## Discographie

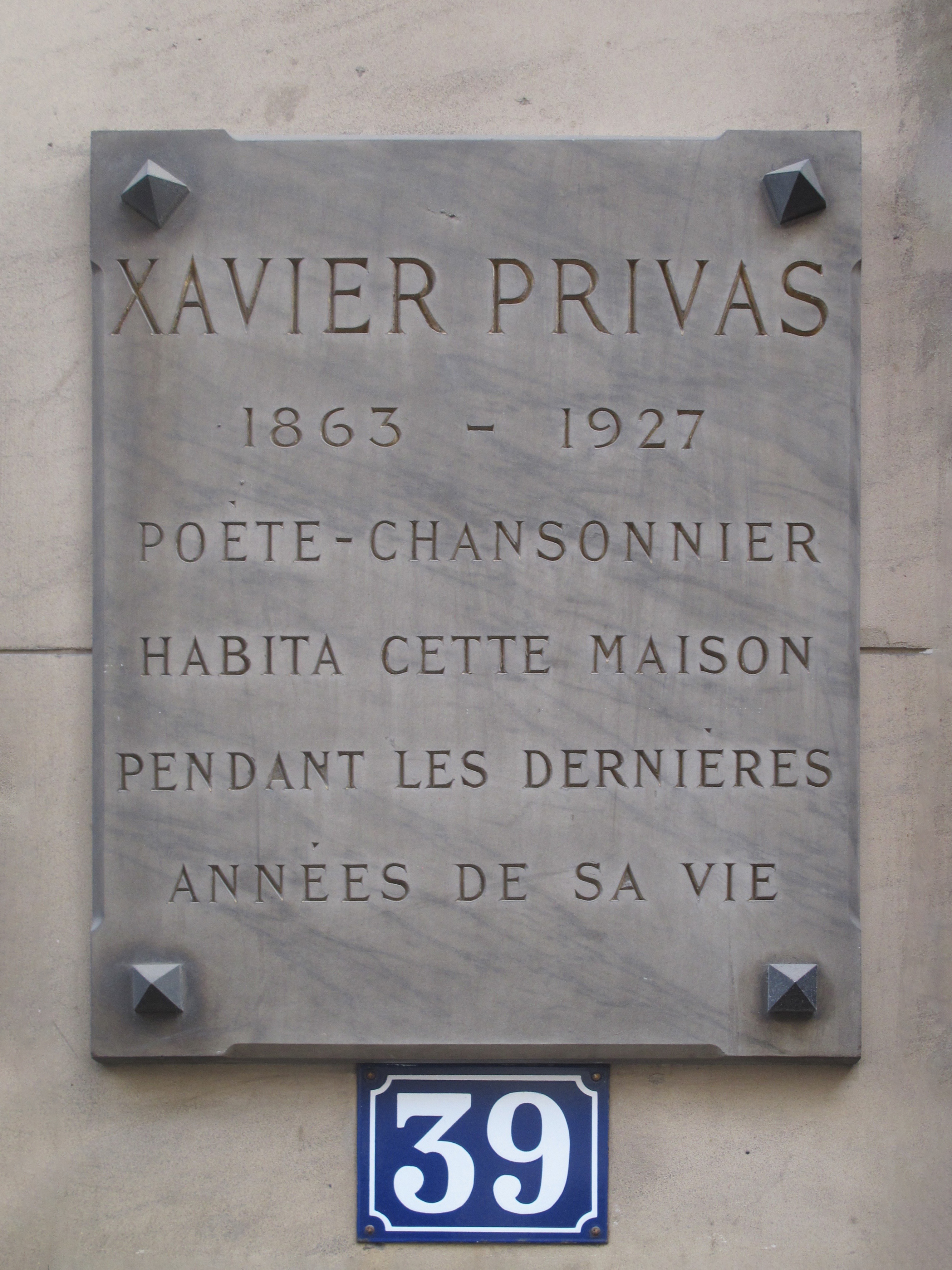
Plaque au 39 rue Jean-de-La-Fontaine.

Sources : catalogue général de la BNF complété par les catalogues en ligne True Sound Transfers par Christian Zwarg.
Audition en ligne : disques de Xavier Privas sur la Phonobase. Disques de Francine Lorée, son épouse, sur Phonobase.

### Enregistrements par Xavier Privas
| Titre                     | Référence de disque | Date          |
| ------------------------- | ------------------- | ------------- |
| La Ronde des heures       | APGA 1411           | décembre 1906 |
| Chanson des chimères      | APGA 1412           | décembre 1906 |
| Le Vrai devoir            | APGA 1413           | décembre 1906 |
| La Vraie bonté            | APGA 1414           | décembre 1906 |
| Le Travail                | APGA 1415           | décembre 1906 |
| Grand’-mères              | APGA 1416           | décembre 1906 |
| Chanson douloureuse       | APGA 1417           | décembre 1906 |
| Berceuse                  | APGA 1418           | décembre 1906 |
| Le Testament de Pierrot   | APGA 1419           | décembre 1906 |
| Le Coffret                | APGA 1420           | décembre 1906 |
| La Chanson des heures     | APGA 1421           | décembre 1906 |
| La Toussaint de Pierrot   | APGA 1422           | décembre 1906 |
| Chanson d'adieu           | APGA 1423           | décembre 1906 |
| La Chanson sentimentale   | APGA 1424           | décembre 1906 |
| Promenade en mer          | APGA 1425           | décembre 1906 |
| Séparation                | APGA 1426           | décembre 1906 |
| Les Remords               | APGA 1427           | décembre 1906 |
| Thuriféraires             | APGA 1428           | décembre 1906 |
| Coucher de soleil         | APGA 1429           |               |
| Nini, c’est fini          | APGA 1430           | décembre 1906 |
| Les Ruines                | APGA 2094           | mars 1909     |
| La Vraie justice          | APGA 2095           | mars 1909     |
| Berceuse des hirondelles  | APGA 2115           | 1909          |
| Les Marionnettes          | APGA 2116           | 1909          |
| Berceuse du clair de lune | APGA 2117           | 1909          |
| Conseils à Toto           | APGA 2118           | 1909          |
| Noël pour tous            | APGA 2119           | 1909          |
| La Révolte                | APGA 2120           | 1906          |

## Sources
- Grand dictionnaire encyclopédique Larousse, 1982-1985